# Little Tahoma Peak
Little Tahoma Peak je jeden z druhotných vrcholů stratovulkánu Mount Rainier. Nachází se 3,5 kilometrů východně od hlavního vrcholu a má nadmořskou výšku 3 395 metrů a prominenci 249 metrů. Horský masiv Mount Rainier leží v Pierce County, ve střední až severozápadní části státu Washington.
Little Tahoma Peak je čtvrtým nejvyšším vrcholem ve Washingtonu.